# Taís Araújo
Taís Bianca Gama de Araújo Ramos (Rio de Janeiro, 25 de novembre de 1978) és una actriu i presentadora brasilera. Descrita pels mitjans de comunicació i el gran públic com una de les grans actrius del país per la seva versatilitat per interpretar personatges còmics i dramàtics, a més de ser una celebritat molt famosa al Brasil pel seu activisme pels drets civils.
Va destacar com la tercera actriu negra en protagonitzar una telenovel·la brasilera en Xica da Silva (1996) i va ser-ne la primera en protagonitzar una telenovel·la en horari de màxima audiència (Viver a Vida, 2009, TV Globo). És recordada també pels seus papers a Da Cor do Pecado (2004), Geração Brasil (2014), Amor de Mãe (2019) i Cara e Coragem (2022).

## Carrera
El 1995 va debutar en televisió en la telenovel·la Tocaia Grande, interpretant Bernarda, filla adoptiva del personatge principal i amb el que mantenia una relació després de quedar vidu. Alguns mesos després, va fer-se amb el seu primer paper protagonista, quan Walter Avancini, director de la telenovel·la Xica da Silva (1996), va escollir-la per a ser el personatge central de la telenovel·la, una esclava que es casa amb un poderós empresari i esdevé la dona més poderosa de la localitat. Va convertir-se en la tercera actriu negra en protagonitzar una telenovel·la brasilera, després de Iolanda Braga (1965) i Ruth de Souza (1969). La sèrie va ser exportada a diversos països, i l'any 2000, l'actriu va ser escollida un dels rostres més bonics del món per l'edició en espanyol de la revista People.
El 1997, Taís va aparèixer a Anjo Mau, interpretant el personatge de la Vivian, una ex nena sense llar, i va anant guanyant importància en la trama. Aquest mateix any va conèixer la directora Denise Saraceni, amb qui tornaria a treballar altres vegades en la seva carrera. El 1998, va interpretar el personatge Edivânia en la sèrie Meu Bem Querer; i el 2000, va participar en Uga Uga, com l'Emilinha. Aquell mateix any va interpretar-se a si mateixa en la telenovel·la colombiana Yo soy Betty, la fea (la reeixida sèrie original), on se la presenta com "l'estrella internacional de la novel·la Xica da Silva".
El 2001, va estrenar-se en l'horari noble de TV Globo, amb Porto dos Milagres, d'Aguinaldo Silva. Va interpretar Selminha Aluada, una prostituta que vivia un romanç amb el fill de la malvada Augusta Eugênia i tenia entre els seus principals clients el dolent Eriberto, a més de ser la germana del millor amic del protagonista, Guma.
El 2004, amb el paper de Preta a Da Cor do Pecado, va esdevenir la primera actriu negra protagonista d'una telenovel·la de la Globo en molts anys. Preta venia productes en una fira i vivia una relació interracial amb el bilionari Paco Lambertini (Reynaldo Gianecchini). Com va succeir amb Xica, va ser un èxit també fora del Brasil, sent la telenovel·la brasilera més venuda durant 10 anys, i mantenint-se en les cinc primeres posicions fins al 2021, a més de ser la sèrie estrenada al Brasil en el segle xxi de major audiència. També en 2024, va rebre el premi a la millor actriu secundària del Festival de Gramado, per la seva aparició en la pel·lícula Filhas do Vento.
El 2006 va interpretar la dolenta Ellen en la comèdia Cobras & Lagartos, on tenia Lázaro Ramos com a parella romàntica, l'antiheroi Foguinho. Aquell anys encarnaria la cantant Elza Soares al cinema, en el biopic Garrincha - Estrela Solitária i també va ser contractada per presentar el programa Superbonita del canal GNT, mantenint-se fins al 2009 i al que retornaria en la dècada del 2020.
L'any 2008 va retrobar-se amb João Emanuel Carneiro, a A Favorita; on va fer d'Alícia, filla d'un diputat corrupte interpretat per Milton Gonçalves (qui ja havia fet del pare d'Araújo a Cobras & Lagartos). Després d'enllestir les gravacions de la sèrie, el gener de 2009, va iniciar una col·laboració com a columnista del diari Folha de S.Paulo. En aquella època es trobava separada del marit, Lázaro Ramos, i va marxar a viure a Paris. Després de rebre una oferta per protagonitzar la nova sèrie de Manoel Carlos, va canviar de plans i va anticipar la seva tornada al Brasil.
Així, amb el paper d'Helena a Viver a Vida, va esdevenir la primera actriu mestissa de la història de la televisió brasilera a ser protagonista d'una telenovel·la en horari de màxima audiència ("la telenovel·la de les 20h"). Emperò la sèrie no va assolir el resultat esperat i el personatge va patir el rebuig dels espectadors i les crítiques dels mitjans. L'actriu creia que seria el final de la seva carrera i va passar un període de dos anys de depressió.

L'any 2012, Araújo va interpretar el quart rol protagonista de la seva carrera: Maria da Penha, una treballadora domèstica que es converteix en cantant en la sèrie Cheias de Charme. L'any 2013, va interpretar la secretària Sheila a la sèrie O Dentista Mascarado, un personatge amb moltes cares. El 2014 va encarnar la periodista Verônica a Geração Brasil, acompanyada pels actors Izabel de Oliveira, Murilo Benício i Filipe Miguez. Taís Araújo va tenir un paper rellevant a Mister Brau, amb el personatge Michele Brau, la dona del protagonista, Bráulio, que era encarant pel seu marit, Lázaro Ramos.

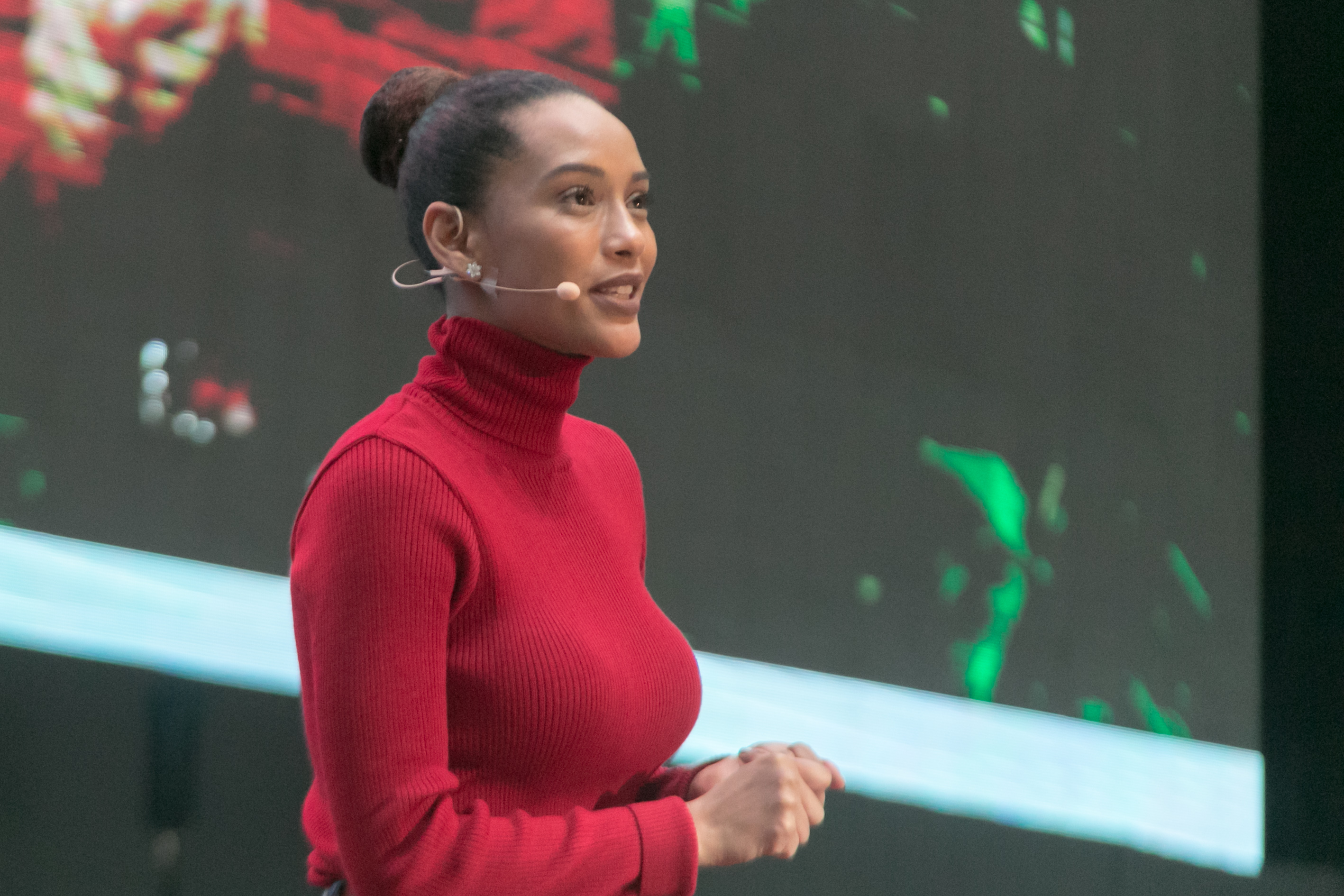
Oferint una conferència a São Paulo, 2017

L'any 2015, va estrenar la peça teatral O Topo da Montanha, al costat del seu espòs L'obra va ser vista per més de 100 mil espectadors i va reportar-li una nominació al concorregut Premi Shell a la millor actriu de teatre. L'any següent va estrenar la seva setena pel·lícula, O Roubo da Taça, en el paper de Dolores. Araújo va inspirar-se en l'actriu brasilera Adele Fátima per a la caracterització del personatge. El 2017, va formar part de la taula rodona del programa Saia Justa, del canal GNT, al costat d'Astrid Fontenelle, Mônica Martelli i Pitty. El 2018, va assumir el comandament de la segona temporada del talent show musical Popstar, de Globo, substituint Fernanda Lima.
L'any 2019, va aparèixer, junt amb Regina Casé i Adriana Esteves, en la telenovel·la Amor de Mãe, novament en el prime time de Globo. El seu paper era el de Vitória, una advocada sense escrúpols que cerca el seu fill perdut. La sèrie fou un èxit, però la Pandèmia de COVID-19 va provocar que la segona temporada fos molt breu, just per tancar les trames penjades al final de la primera. Després va tornar a aparèixer en televisió, en l'edició brasilera de The Masked Singer -fent de jurat- i va tornar a presentar el programa Superbonita.
L'any 2022 va estrenar-se Medida Provisória, una pel·lícula distòpica sobre el racisme al Brasil. Era primera pel·lícula dirigida per Lázaro Ramos, i Taís Araújo va tenir un paper destacat. També aquell any va aparèixer en la sèrie Cara e Coragem, on interpretava dos papers diferents, Clarice i Anita. Entre 2023 i 2024 va participar en la filmació de la seqüela del film de 2000 O Auto da Compadecida, interpretant la verge Nossa Senhora da Conceição Aparecida -que en la pel·lícula original va ser encarnada per Fernanda Montenegro.

## Vida personal
Taís de Araújo va néixer a Rio de Janeiro, el 25 de novembre de 1978, en un part preterme, als set mesos de gestació. Taís té ascendència africana i europea. Del costat patern, el seu avi era d'origen africà, mentre que la seva àvia era una immigrant austríaca, que va arribar al Brasil pobre i analfabeta. Del costat matern, Taís té ascendència africana per part de l'àvia i portuguesa per part de l'avi.
Taís prové d'una família de classe mitjana. És filla de l'economista Ademir de Araújo i de la pedagoga Mercedes Gama de Araújo. Té només una germana, la metgessa obstetra i ginecòloga Cláudia Gama Araújo, que és set anys més vella. Fins als vuit anys d'edat, Araújo va viure amb la família en el barri de Méier, un suburbi carioca. Després, es va traslladar amb la família a Barra da Tijuca, en la Zona Oest de la ciutat, on va passar l'adolescència.

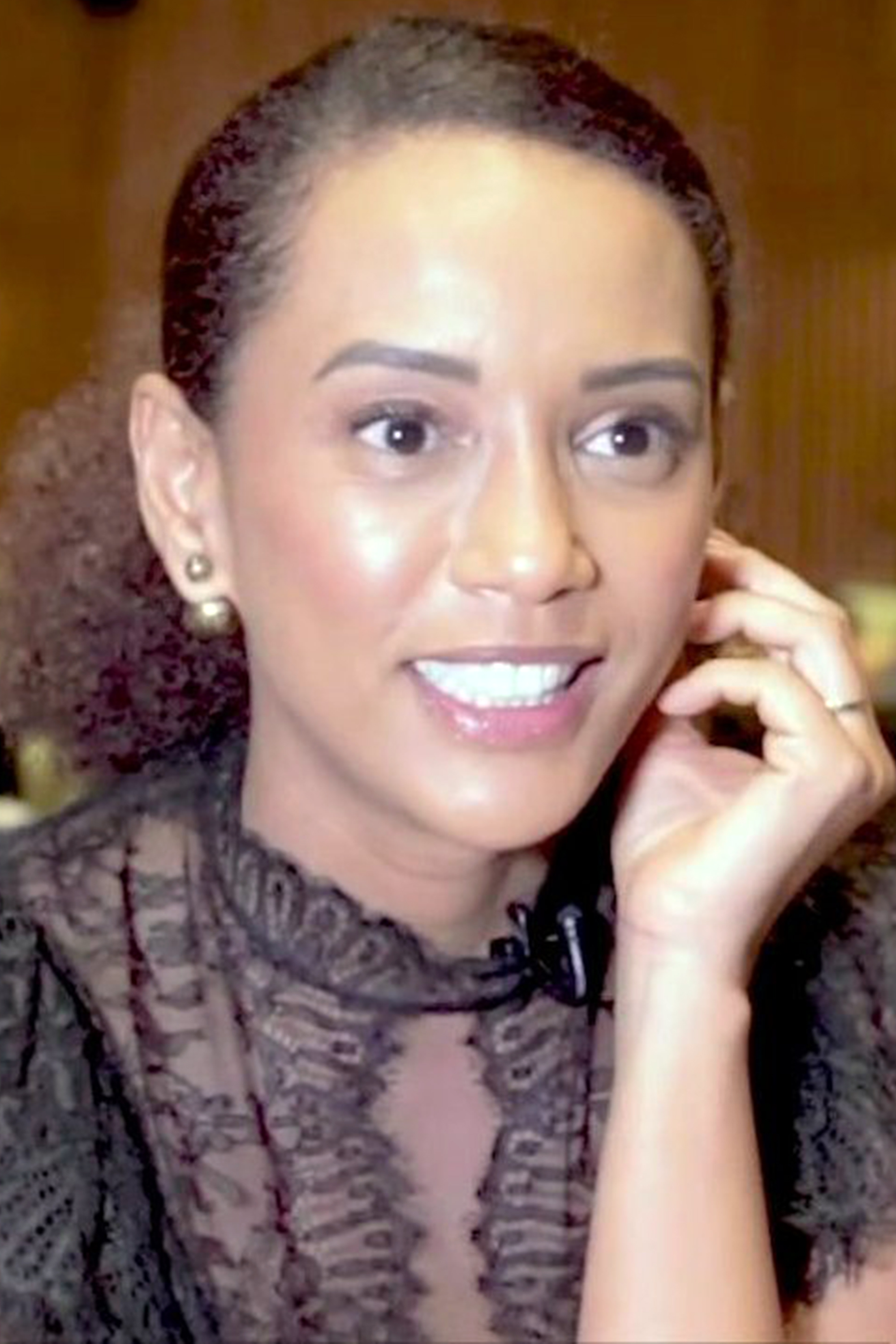
En una entrevista de 2019

El 2008, es va graduar en periodisme per la Universitat Estácio de Sá, però mai va arribar a exercir la professió, idò va optar per donar continuïtat a la carrera d'actriu. Taís va ser parella del cantant i presentador Netinho de Paula, a l'època integrant del grup de pagode Negritude Júnior, de 1996 fins a 2002. Després va sortir amb el lluitador de jujutsu Márcio Feitosa.
L'any 2004 va començar a sortir amb l'actor Lázaro Ramos, el novembre de 2005 van començar a viure junts i el gener de 2007 van oficialitzar la unió en un casament civil. El març de 2008, els actors van decidir separar-se amigablement, fins que l'abril de 2009 van anunciar que reprenien la convivència plegats.
El 18 de juny de 2011, va néixer el seu primer fill, João Vicente de Araújo Ramos. S'havia quedat embarassada de bessons, però als dos mesos va sofrir un avortament espontani d'un dels fetus. En entrevistes va revelar que havia entrat en depressió, però va aconseguir recuperar-se i dur endavant la gestació de l'altre. El 2013 va patir un segon avortament, mentre esperava una nena. Novament va entrar en un procés depressiu, i va pensar en deixar d'intentar tenir més descendència. No obstant, l'agost de 2014, va anunciar estar novament embarassada d'una nena, fent que la trama del seu personatge a Geração Brasil fos alterada. El 23 de gener de 2015, va donar a la llum la seva filla Maria Antônia. En ambdós parts, va ser atesa per la seva germana.

### Racisme
En la nit del 31 d'octubre de 2015, el perfil de l'actriu a Facebook va ser blanc de gran quantitat de comentaris racistes, i ella va declarar en una publicació: «no em deixaré intimidar, ni tampoc baixaré el cap». L'etiqueta #SomosTodosTaísAraújo va convertir-se en trending topic el matí següent. La onada de racisme en xarxes socials va afectar també la periodista Maria Júlia Coutinho i les actrius Sheron Menezzes i Cris Vianna. Pel seu activisme contra el racisme, Araújo va ser reconeguda per la Revista Trip amb el premi Transformadores de 2016.

## Homenatges

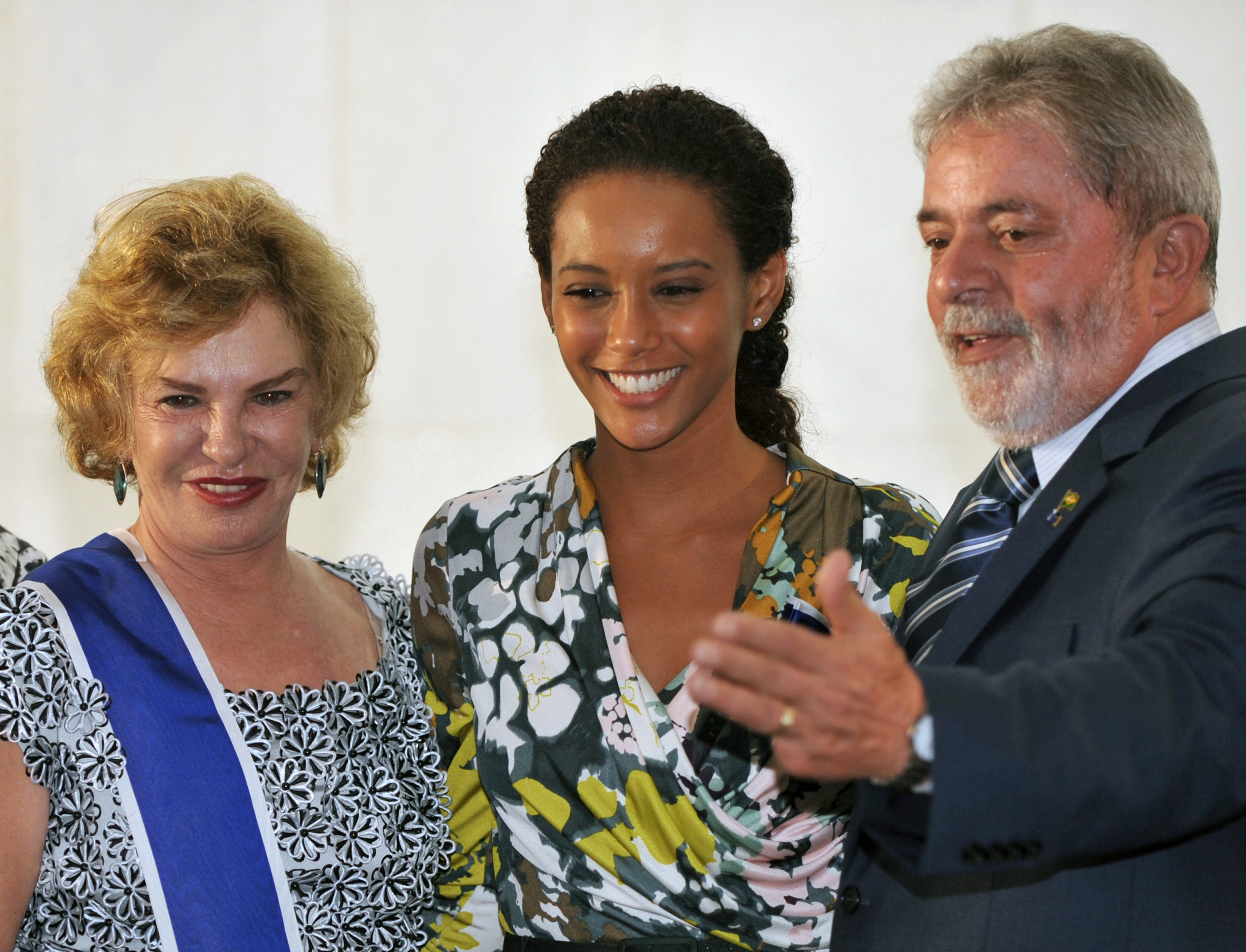
En la cerimònia d'entrega de la medalla de l'Orde de Rio Branco, amb el president Luiz Inácio Lula da Silva i la primera dama.

Va ser condecorada amb la medalla de l'Orde de Rio Branco l'any 2010, per la seva aportació en sèries brasileres d'èxit internacional.
El 2017, va ser escollida una de les 100 personalitats afrodescendents menors de 40 anys més influents del món, en una cerimònia que va tenir lloc a la Universitat de Colúmbia, a Nova York. La parella Taís i Lázaro va ser triada "la més poderosa de la indústria de l'entreteniment" al Brasil per la revista Veja, el març de 2017. També aquell any, el 3 de juliol, Araújo va ser nomenada Defensora dels Drets de les Dones Negres per l'Organització de les Nacions Unides. També va ser homenatjada als Premis Claudia, de l'editora Abril, per la seva lluita per la igualtat de drets en la societat.
En 2021, ella i el marit Lázaro Ramos, novament van ser elegits entre les 100 Persones Més Influents de Descendència Africana, guardó promogut per l'ONU.

## Filmografia

### Televisió
| Any            | Títol                        | Personatge                                     | Notes                                 |
| -------------- | ---------------------------- | ---------------------------------------------- | ------------------------------------- |
| 1995           | Tocaia Grande                | Bernarda Saruê                                 |                                       |
| 1996           | Xica da Silva                | Francisca da Silva de Oliveira (Xica da Silva) |                                       |
| 1996           | Xica da Silva                | Joana da Silva                                 | Episodi: "11 de agosto"               |
| 1997           | Anjo Mau                     | Vívian dos Santos Ribeiro                      |                                       |
| 1998           | Meu Bem Querer               | Edivânia                                       |                                       |
| 1999           | Você Decide                  | Kika                                           | Episodi: "O Dragão e a Borboleta"     |
| 1999           | Mulher                       | Dalila                                         | Episodi: "Jogos Proibidos"            |
| 2000           | Uga Uga                      | Emilinha                                       | Episodi: "13 de julho"                |
| 2000           | Yo soy Betty, la fea         | Ella mateixa                                   | Episodis: "13–15 de novembro"         |
| 2001           | Porto dos Milagres           | Selminha Aluada                                |                                       |
| 2002           | O Quinto dos Infernos        | Dandara                                        |                                       |
| 2002           | Brava Gente                  | Beatriz                                        | Episodi: "Um Capricho"                |
| 2002           | A Grande Família             | Maria da Graça                                 | Episodi: "Vai Pra Casa, Beiçola"      |
| 2004           | Da Cor do Pecado             | Preta de Souza Lambertini                      |                                       |
| 2005           | América                      | Nossa Senhora Aparecida                        | Episodi: "20 de outubro"              |
| 2005           | Correndo Atrás               | Solange Arruda / Laís                          | Especial de cap d'any                 |
| 2006–09; 20–21 | Superbonita                  | Presentadora                                   | Temporades 7–10 Temporades 20–21      |
| 2006           | Cobras & Lagartos            | Ellen dos Santos                               |                                       |
| 2007           | Casos e Acasos               | Gabriela Machado                               | Episodi: "Piloto"                     |
| 2008           | A Favorita                   | Alícia Rosa                                    |                                       |
| 2009           | Viver a Vida                 | Helena Toledo                                  |                                       |
| 2011           | Passione                     | Ella mateixa                                   | Episodi: "14 de janeiro"              |
| 2012           | Cheias de Charme             | Maria da Penha Fragoso (Penha)                 |                                       |
| 2013           | O Dentista Mascarado         | Sheila Vidal (Shaly) / Paladina Justiceira     |                                       |
| 2014           | Geração Brasil               | Verônica Monteiro                              |                                       |
| 2015–18        | Mister Brau                  | Michele Maria Pederneiras (Michele Brau)       |                                       |
| 2016           | Tá no Ar: a TV na TV         | Helena Toledo                                  | Episodi: "5 de abril"                 |
| 2016           | Globo de Ouro                | Presentadora especial                          | Episodi: "Samba"                      |
| 2017           | Rock Story                   | Michele Maria Pederneiras (Michele Brau)       | Episodi: "1 de março"                 |
| 2017           | Detetives do Prédio Azul     | Miss Holly / Bruxilda Nilda                    | Episodi: "O Anel da Berenice"         |
| 2017           | Saia Justa                   | Presentadora                                   | Temporada 21                          |
| 2018           | Quebrando o Tabu             | Narradora                                      | Episodi: "Prostituição É Profissão?"  |
| 2018–19        | Popstar                      | Presentadora                                   | Temporades 2–3                        |
| 2019–21        | Aruanas                      | Verônica Muniz                                 |                                       |
| 2019           | Mulheres Fantásticas         | Narradora                                      | Episodi: "Malala Yousafzai"           |
| 2019–21        | Amor de Mãe                  | Vitória Amorim                                 |                                       |
| 2020           | Amor e Sorte                 | Tabata                                         | Episodi: "Linha de Raciocínio"        |
| 2020           | Falas Negras                 | Marielle Franco                                | Especial                              |
| 2021–Presente  | The Masked Singer Brasil     | Jurat                                          |                                       |
| 2022           | Cara e Coragem               | Clarice Gusmão                                 |                                       |
| 2022           | Cara e Coragem               | Anita Lopes                                    |                                       |
| 2023           | Projeto Led: Luz na Educação | Jurat                                          |                                       |
| 2023           | Vem Que Tem                  | Presentadora                                   |                                       |
| 2024           | Falas Femininas              | Presentadora                                   | Especial Dia Internacional de la Dona |

### Cinema
| Any  | Títol                           | Personatge                            | Notes           |
| ---- | ------------------------------- | ------------------------------------- | --------------- |
| 1998 | Caminho dos Sonhos              | Ana Cavalcante                        |                 |
| 2003 | Garrincha - Estrela Solitária   | Elza Soares                           |                 |
| 2005 | As Filhas do Vento              | Cida                                  |                 |
| 2006 | O Maior Amor do Mundo           | Luciana                               |                 |
| 2006 | Atabaque Nzinga                 | Ana / Nzinga                          |                 |
| 2008 | A Guerra dos Rocha              | Carol                                 |                 |
| 2016 | O Roubo da Taça                 | Dolores                               |                 |
| 2019 | Um Espião Animal                | Marcy Kappel (voz)                    | Doblatge de veu |
| 2021 | Pixinguinha, Um Homem Carinhoso | Albertina Nunes Pereira / Beti Vianna |                 |
| 2022 | Medida Provisória               | Capitu                                |                 |
| 2023 | Ritmo de Natal                  | Inês                                  |                 |
| 2023 | Minha Irmã e Eu                 | Ella mateixa                          |                 |
| 2024 | O Auto da Compadecida 2         | Nossa Senhora                         |                 |
| 2024 | Doutor Monstro                  | Cláudia Ferreira                      |                 |

### Teatre

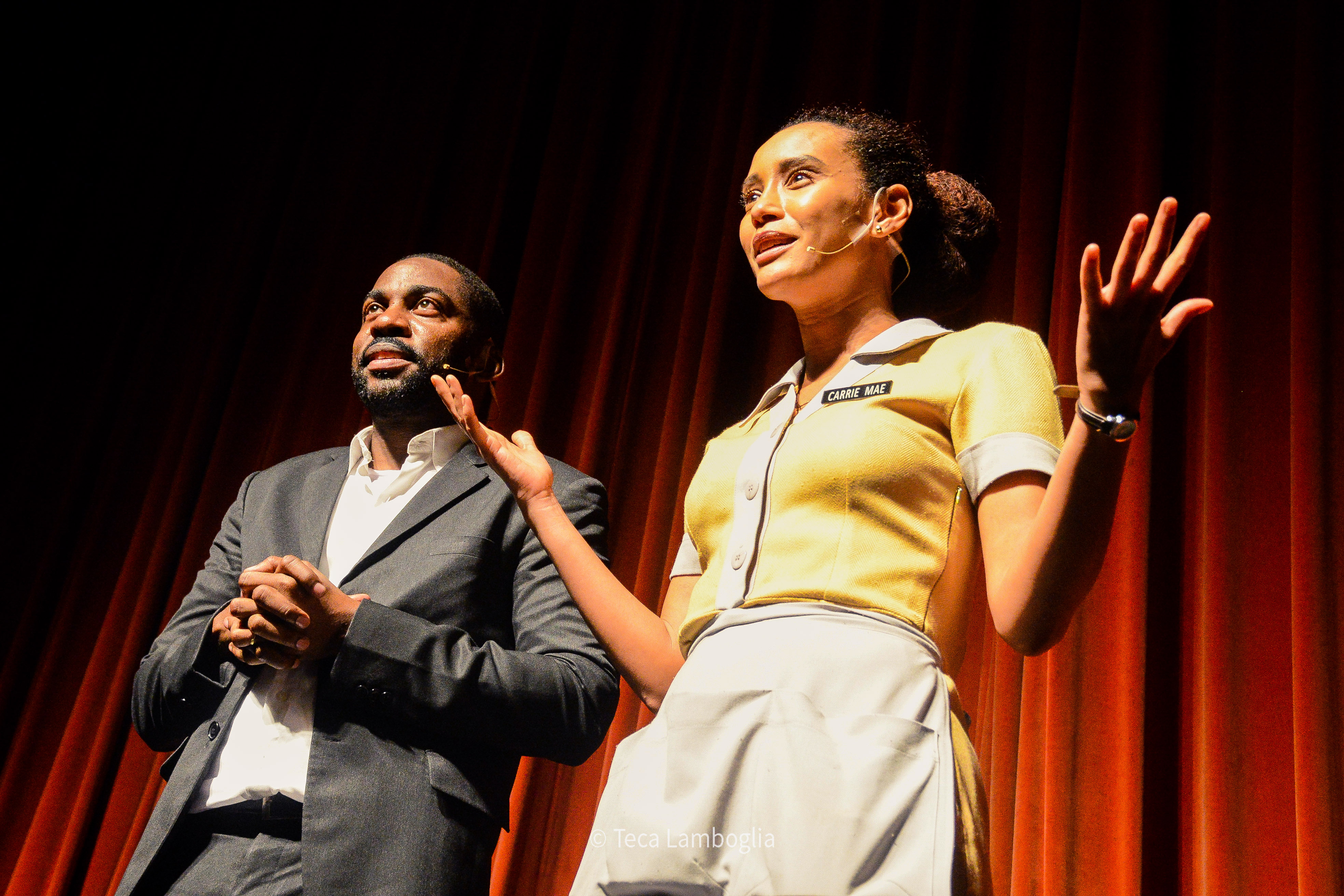
Amb Lázaro Ramos, a l'obra de teatre O Topo da Montanha (2018).

| Any     | Títol                            | Personatge |
| ------- | -------------------------------- | ---------- |
| 1997    | Orfeu da Conceição               |            |
| 2003    | Personalíssima Isaurinha Garcia  |            |
| 2004    | Disse Me Disse                   |            |
| 2005    | Liberdade para as Borboletas     |            |
| 2007    | Solidores                        |            |
| 2007    | O Método Gronholm                |            |
| 2010    | Gimba, o Presidente dos Valentes |            |
| 2011    | Amores, Perdas e Meus Vestidos   |            |
| 2014    | Caixa de Areia                   | Ana        |
| 2015–18 | O Topo da Montanha               | Camae      |

### Vídeos musicals
| Any  | Artista | Cançó               |
| ---- | ------- | ------------------- |
| 2017 | IZA     | "Esse Brilho é Meu" |

### Internet
| Any  | Títol          | Personatge   | Canal   |
| ---- | -------------- | ------------ | ------- |
| 2016 | Pipocando      | Ella mateixa | YouTube |
| 2018 | Diário da Taís | Ella mateixa | Gshow   |

### Banda sonora
| Any  | Cançó | Sèrie/Programa    |
| ---- | --- | ----------------- |
| 2012 | "Vida de Empreguete" (amb Leandra Leal i Isabelle Drummond)                                                                  | Cheias de Charme  |
| 2012 | "Marias Brasileiras" (amb Leandra Leal i Isabelle Drummond)                                                                  | Cheias de Charme  |
| 2012 | "Forró das Curicas" (amb Leandra Leal i Isabelle Drummond)                                                                   | Cheias de Charme  |
| 2012 | "Nosso Brilho" (amb Leandra Leal i Isabelle Drummond)                                                                        | Cheias de Charme  |
| 2012 | "Chá Lá Lá" (amb Leandra Leal i Isabelle Drummond)                                                                           | Cheias de Charme  |
| 2012 | "Lê Lê Lê " (amb Leandra Leal i Isabelle Drummond, part. João Neto & Frederico)                                              | Cheias de Charme  |
| 2012 | "Ex Mai Love" (amb Leandra Leal, Isabelle Drummond, Cláudia Abreu i Ricardo Tozzi)                                           | Cheias de Charme  |
| 2012 | "É Meu, É Meu, É Meu (The Mine Song)" (amb Cláudia Abreu, Leandra Leal, Isabelle Drummond, Titina Medeiros i Roberto Carlos) | Criança Esperança |
| 2016 | "A Vida é Tão Rala" | Mister Brau       |
| 2016 | "Meu Querubim" (amb Lázaro Ramos)                                                                                            | Mister Brau       |
| 2016 | "Outra Pessoa" (amb Lázaro Ramos i Kiko Mascarenhas)                                                                         | Mister Brau       |

## Premis i nominacions
| Any  | Premi                                      | Categoria                                           | Nominació                       | Resultat   |
| ---- | ------------------------------------------ | --------------------------------------------------- | ------------------------------- | ---------- |
| 1996 | Prêmio Melhores da Revista da TV - O Globo | Millor revelació femenina                           | Xica da Silva                   | Guanyadora |
| 1997 | Troféu Imprensa                            | Revelació de l'any                                  | Xica da Silva                   | Guanyadora |
| 1998 | Melhores do Ano                            | Revelació                                           | Anjo Mau                        | Guanyadora |
| 1999 | Festival de Cinema Brasileiro de Miami     | Millor actriu                                       | Caminho dos Sonhos              | Guanyadora |
| 2002 | Festival Latino Americano de Campo Grande  | Millor actriu                                       | Porto dos Milagres              | Guanyadora |
| 2004 | Festival de Cinema Brasileiro de Miami     | Millor actriu                                       | Garrincha - Estrela Solitária   | Guanyadora |
| 2004 | Festival de Gramado                        | Millor actriu secundària                            | As Filhas do Vento              | Guanyadora |
| 2004 | Prêmio Contigo! de TV                      | Millor actriu                                       | Da Cor do Pecado                | Nominada   |
| 2004 | Prêmio Contigo! de TV                      | Millor parella romàntica (amb Reynaldo Gianecchini) | Da Cor do Pecado                | Guanyadora |
| 2004 | Troféu Raça Negra                          | Millor actriu                                       | Da Cor do Pecado                | Guanyadora |
| 2004 | Prêmio Qualidade Brasil - RJ               | Millor actriu de televisió                          | Da Cor do Pecado                | Nominada   |
| 2006 | Prêmio Qualidade Brasil                    | Millor actriu                                       | O Maior Amor do Mundo           | Nominada   |
| 2006 | Melhores do Ano                            | Millor actriu                                       | Cobras & Lagartos               | Guanyadora |
| 2006 | Troféu Raça Negra                          | Premi especial                                      | Cobras & Lagartos               | Guanyadora |
| 2007 | Troféu Imprensa                            | Millor actriu                                       | Cobras & Lagartos               | Nominada   |
| 2007 | Meus Prêmios Nick                          | Actriu favorita                                     | Cobras & Lagartos               | Guanyadora |
| 2007 | Prêmio Contigo! de TV                      | Millor actriu                                       | Cobras & Lagartos               | Nominada   |
| 2007 | Prêmio Contigo! de TV                      | Millor parella romàntica                            | Cobras & Lagartos               | Nominada   |
| 2007 | Prêmio Qualidade Brasil de Teatro          | Millor actriu de comèdia                            | O Método Gronholm               | Nominada   |
| 2009 | Capricho Awards                            | "Mais Estilosa Nacional"                            | Tais Araújo                     | Nominada   |
| 2009 | Troféu Raça Negra                          | Premi especial                                      | Viver a Vida                    | Guanyadora |
| 2012 | Prêmio Quem de Televisão                   | Millor actriu                                       | Cheias de Charme                | Nominada   |
| 2012 | Prêmio Extra de Televisão                  | Millor actriu                                       | Cheias de Charme                | Nominada   |
| 2014 | Prêmio Quem de Televisão                   | Millor actriu                                       | Geração Brasil                  | Nominada   |
| 2015 | Prêmio Quem de Televisão                   | Millor actriu                                       | Mister Brau                     | Nominada   |
| 2015 | Melhores do Ano                            | Millor actriu de sèrie o minisèrie                  | Mister Brau                     | Nominada   |
| 2015 | Melhores do Ano Minha Novela               | Millor parella (amb Lázaro Ramos)                   | Mister Brau                     | Nominada   |
| 2015 | Prêmio F5 - Folha de S.Paulo               | Actriu de l'any                                     | Mister Brau                     | Nominada   |
| 2016 | Melhores do Ano                            | Millor actriu de sèrie o minisèrie                  | Mister Brau                     | Nominada   |
| 2016 | Troféu AIB de Imprensa                     | Millor actriu                                       | Mister Brau                     | Nominada   |
| 2016 | Prêmio Shell                               | Millor actriu                                       | O Topo da Montanha              | Nominada   |
| 2016 | Prêmio Cenym de Teatro                     | Millor actriu                                       | O Topo da Montanha              | Nominada   |
| 2016 | Prêmio Qualidade Brasil de Teatro          | Millor actriu de drama                              | O Topo da Montanha              | Nominada   |
| 2016 | Prêmio Trip Transforma                     | Destacats de l'any                                  | Taís Araújo                     | Guanyadora |
| 2016 | Geração Glamour                            | "Mulher Bacana" de l'any                            | Taís Araújo                     | Guanyadora |
| 2016 | Prêmio Men of the Year Brasil              | Dona de l'any                                       | Taís Araújo                     | Guanyadora |
| 2017 | Prêmio Claudia                             | Premi a l'activisme social                          | Taís Araújo                     | Guanyadora |
| 2017 | Troféu Internet                            | Millor actriu                                       | Mister Brau                     | Nominada   |
| 2017 | Prêmio Contigo!                            | Millor actriu de série                              | Mister Brau                     | Nominada   |
| 2018 | Melhores do Ano                            | Millor actriu de sèrie o minisèrie                  | Mister Brau                     | Nominada   |
| 2019 | Troféu Internet                            | Millor presentadora                                 | Popstar                         | Nominada   |
| 2019 | Séries em Cena Awards                      | Millor actriu nacional                              | Aruanas                         | Nominada   |
| 2020 | MTV Millennial Awards Brasil               | "Imagina Juntos"                                    | amb Thelma Assis                | Guanyadora |
| 2020 | Pena de Prata                              | Millor repartiment en minisèrie o especial          | Falas Negras                    | Nominada   |
| 2020 | Pena de Prata                              | Millor actriu en minisèrie o especial               | Falas Negras                    | Nominada   |
| 2020 | Prêmio The Brazilian Critic                | Millor actriu en sèrie de comèdia                   | Amor e Sorte                    | Nominada   |
| 2020 | Splash Awards                              | Millor actriu                                       | Amor e Sorte                    | Nominada   |
| 2020 | Prêmio Contigo! de TV                      | Millor actriu de série                              | Amor e Sorte                    | Nominada   |
| 2020 | Prêmio Contigo! de TV                      | Millor actriu de telenovel·la                       | Amor de Mãe                     | Nominada   |
| 2020 | Prêmio Mundo Negro                         | Artista de televisió                                | Amor de Mãe                     | Guanyadora |
| 2020 | Prêmio Área VIP                            | Millor actriu                                       | Amor de Mãe                     | Guanyadora |
| 2020 | Troféu Internet                            | Millor actriu de telenovel·la                       | Amor de Mãe                     | Nominada   |
| 2020 | Melhores do Ano Minha Novela               | Millor actriu                                       | Amor de Mãe                     | Nominada   |
| 2020 | Melhores do Ano Minha Novela               | Millor parella (amb Murilo Benício)                 | Amor de Mãe                     | Nominada   |
| 2021 | Melhores do Ano - RD1                      | Millor actriu                                       | Amor de Mãe                     | Nominada   |
| 2021 | Prêmio Mundo Negro                         | Millor actriu                                       | Amor de Mãe                     | Guanyadora |
| 2021 | Troféu Internet                            | Millor actriu de telenovel·la                       | Amor de Mãe                     | Nominada   |
| 2022 | Festival Sesc Melhores Filmes              | Millor actriu nacional                              | Pixinguinha, Um Homem Carinhoso | Nominada   |
| 2022 | SEC Awards                                 | Millor actriu en sèrie nacional                     | Aruanas                         | Nominada   |
| 2022 | CCXP Awards                                | Millor actriu brasilera en pel·lícula               | Medida Provisória               | Nominada   |
| 2022 | Prêmio Potências                           | Actriu de l'any                                     | Medida Provisória               | Nominada   |
| 2022 | Prêmio Potências                           | "Troféu Potência"                                   | amb Duda Pimenta                | Nominada   |
| 2022 | BreakTudo Awards                           | Millor actriu nacional                              | Cara e Coragem                  | Nominada   |
| 2022 | Prêmio Área VIP                            | Millor actriu                                       | Cara e Coragem                  | Nominada   |
| 2023 | Troféu Internet                            | Millor actriu de telenovel·la                       | Cara e Coragem                  | Pendent    |
| 2023 | Prêmio iBest                               | "Influenciador Protagonista"                        | Cara e Coragem                  | Pendent    |
| 2023 | Festival Sesc Melhores Filmes              | Millor actriu nacional (vot popular)                | Medida Provisória               | Guanyadora |